# 레판토 해전
레판토 해전(그리스어: Ναύπακτος, 튀르키예어: İnebahtı, 이탈리아어: Battaglia di Lepanto, 라틴어: Proelium Lepanthinum, 영어: Battle of Lepanto)은 1571년 10월 7일 베네치아 공화국, 교황령, 스페인 왕국(나폴리와 시칠리아, 사르데냐 포함)과 제노바 공화국, 사보이 공국, 몰타 기사단 등이 연합한 신성 동맹 함대와 오스만 제국이 벌인 해상 전투로 오스만 제국 해군이 참패하였다.
10월 7일 일요일 아침, 레판토 해군 기지에서 서쪽으로 출항한 오스만 제국 함대와 메시나에서 출항한 신성 동맹의 함대가 그리스 서부의 바깥쪽에 있는 파트라스 만의 끄트머리에서 만나면서 5시간에 걸친 전투가 시작되었다. 유럽의 신성동맹은 승리를 통해 오스만의 침략 위험으로부터 이탈리아 도시국가들을 보호하였고, 지중해의 패권장악을 위해 서진하는 오스만의 세력 팽창을 저지할 수 있었다.
이번 전투는 노를 저어 주동력을 얻는 갤리선과 갤리아스선으로 구성된 군함들이 벌인 해상 전투로서 해전사에 유명한 전투중 하나이다. 양진영에서 동원된 군함(수송선 포함)은 총 400 여척으로 고대 이래 역사상 가장 큰 해전이었다. 크게 배패한 오스만은 육상에 이어 해상에서의 세력팽창에도 제동이 걸리게 되었다. 이번 전투가 벌어지게 된 직접적인 원인을 제공한 사건은 1570년 7월에 오스만이 베네치아의 속령인 키프로스 섬을 침공하였기 때문이였다.

## 배경

### 오스만의 세력팽창
1453년 콘스타니노폴을 함락시킨 오스만은 시리아, 팔레스타인, 이집트, 북아프리카를 점령하며 급속히 세력이 팽창하였다. 발칸반도와 동유럽을 서서히 점령하며 유럽을 향해 서진하였고 아울러 동지중해를 장악한후 서쪽으로 세력을 넓혀나갔다. 오스만의 팽창으로 유럽과의 충돌이 진행되어가는 중에도 베네치아는 오스만과 유럽사이에 중립적 위치를 고수하며 양 진영간에 지중해 무역을 주도하였다. 그러나 이런식에 불안스런 평화는 1570년 7월에 깨어지고 말았다. 오스만이 베네치아 속령인 키프로스 섬을 침공하였기 때문이다.

### 급조된 연합함대
다급해진 베네치아가 교황 비오 5세에게 도움을 요청하였고 교황은 스페인 펠리페 2세에게 연합함대 구성을 제안하였다. 거듭된 교황의 요청에 펠리페 2세는 함대를 파견하였고 잔안드레아 도리아가 이끄는 스페인 해군은 베네치아 함대와 합류하였다. 급조된 연합함대가 키프로스로 향하던 9월 중순경에 이미 키프로스 섬의 수도 니코시아가 9월 9일에 함락되었다는 소식을 접한다. 키프로스 섬으로 가서 점령군 오스만을 공격하자는 의견과 후퇴하자는 의견으로 갈리며 연합함대는 회군하고 말았다. 그리고 급조되었던 연합함대는 제대로된 전투 한번없이 허망하게 해체되었다.

### 신성동맹의 결성

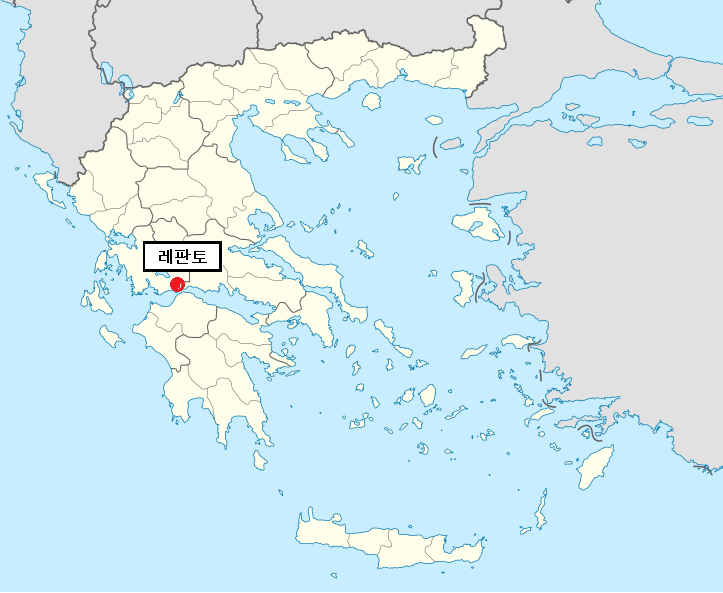
레판토 위치

키프로스의 대부분을 오스만이 점령하였고 가장 방비가 잘 되어 있었던 파마구스타만이 외롭게 항전을 이어가고 있었다. 베네치아는 다시 교황청에 로비를 벌였으며 교황은 유럽의 군주들에게 신성동맹의 결성을 호소 하였다. 유럽의 각국들은 오스만의 팽창이 지중해 해상 무역과 유럽의 안보에 중대한 위협이라는 점에는 공감하였으나 각국의 이해관계가 얽혀있어서 동맹결성에 따른 핵심 사항에 대한 최종합의에는 오랜시간이 소요되었다. 주요 쟁점은 재정분담, 병력과 함선조달, 총사령관과 주요 지휘관 선정, 동맹의 목표와 활동방향등이였으며, 이듬해인 1571년 5월에 가서야 의견이 좁혀졌다.
5월 25일에 공식적으로 동맹이 체결되었음이 선포되었다. 신성 동맹의 구성원은 베네치아, 스페인, 나폴리, 시칠리아, 사르데냐, 교황령, 제노바, 사보이, 우르비노, 토스카나, 몰타 기사단이었다. 재정분담은 스페인과 베네치아가 총 경비를 3:2 비율로 부담하고 병력과 함선의 2/3는 이탈리아 도시국가들이 부담하였다. 신성동맹의 총사령관은 펠리페 2세의 이복동생인 돈 후안이 맡았고 주요 부관은 마르칸토니오 콜론나등이 임명되었다.

## 전력비교

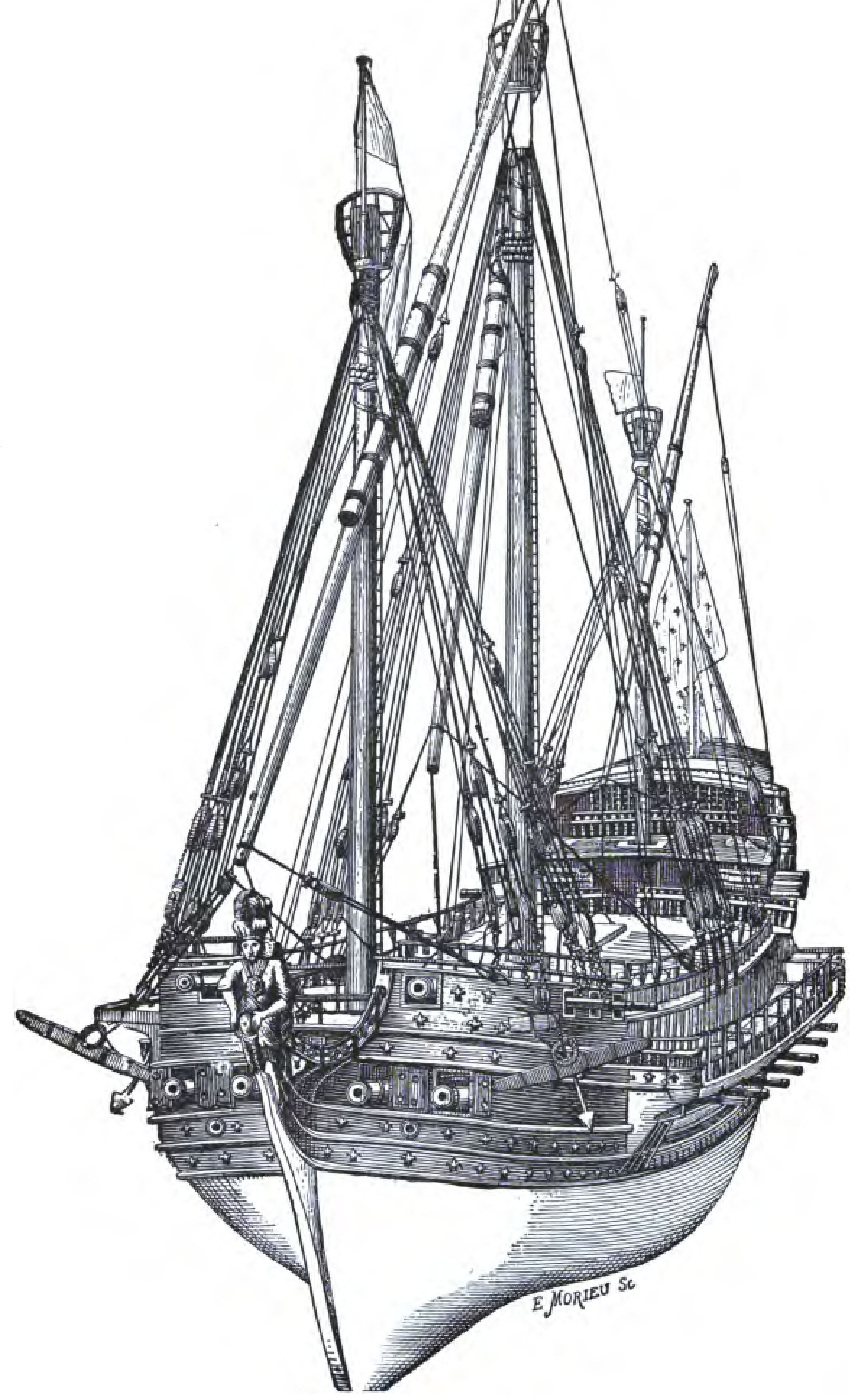
갤리아스 전함

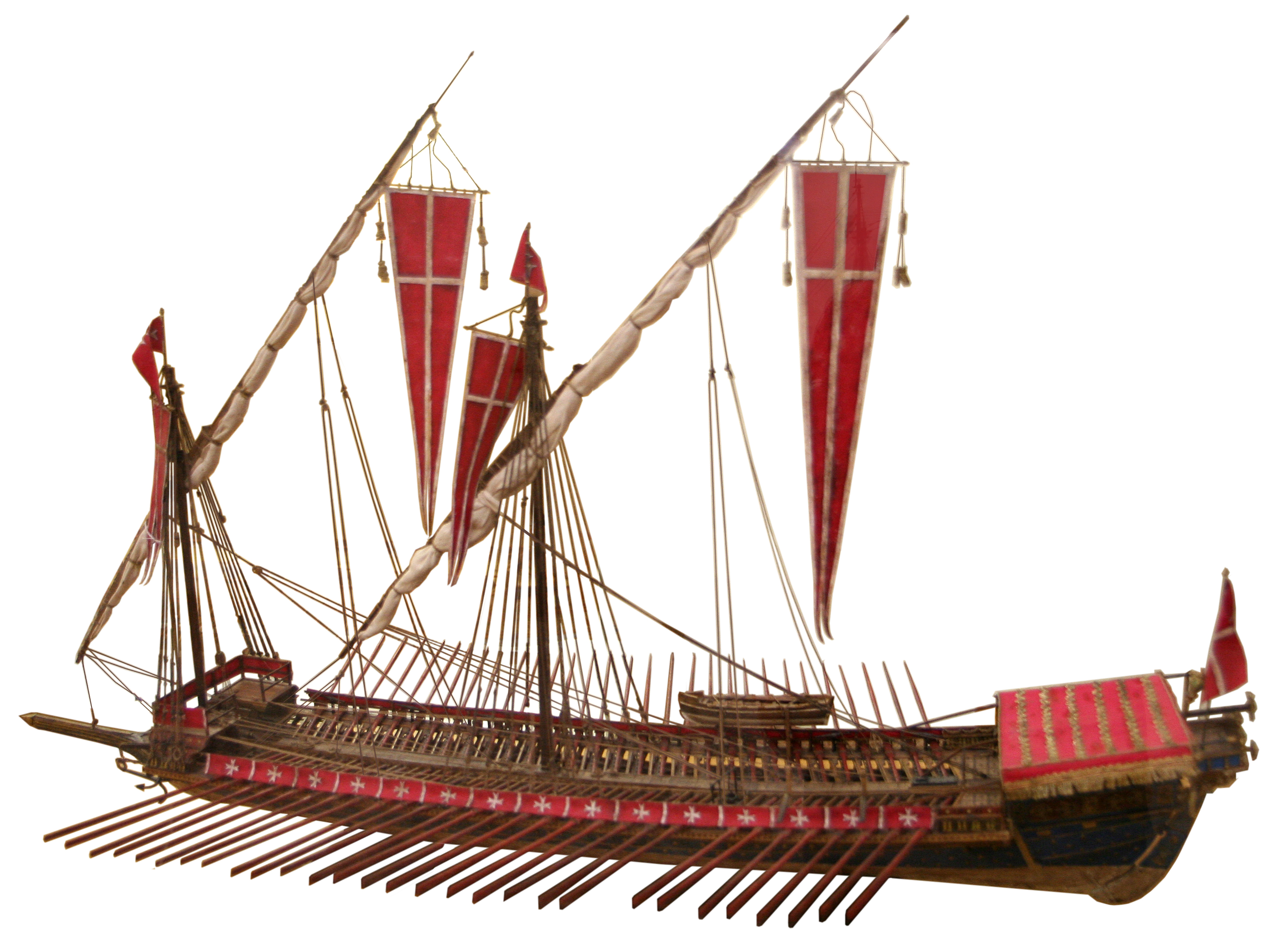
갤리선

### 신성 동맹
신성 동맹의 함대는 206척의 갤리선과 6척의 갤리어스로 구성되었다. 전투선들의 구성을 살펴보면 다양한 나라가 참전했음을 알 수 있다. 109척의 갤리선과 6척의 갤리어스는 베네치아의 함선이었고, 80척의 갤리선은 스페인과 그 속령인 나폴리와 시칠리아가 담당했다.
12척의 토스카나의 갤리선은 로마 교황청에게 용병으로 고용되었으며, 3척의 갤리선은 제노바, 몰타, 사보이가 담당했으며, 일부 개인 소유의 갤리선도 참전했다. 신성 동맹 함대는 12,920명의 선원으로 구성되어 있었다. 여기에 더하여 거의 28,000명에 이르는 병사를 수송하고 있었다. 잘 훈련받은 스페인 정규 병사들은 10,000명 정도의 규모였고, 그 외에는 7,000명의 독일 용병과 6,000명 이탈리아 용병, 그리고 5,000명의 베네치아 병사들로 구성되어 있었다.
베네치아의 노잡이들은 오스만 함대에 열 지어 있던 노예들과 다르게 자유 시민들로 구성되어 있었으므로 무장을 하고 있었고, 조국을 위해 싸울 수 있었다. 자유민 노잡이들은 일반적으로 뛰어난 실력이 있다고 인정받았으나, 16세기 동안 모든 갤리선 함대에서 노예와 범죄자 전쟁 포로들로 서서히 대체되었는데, 자유민 노잡이들의 임금이 지나치게 비쌌기 때문이다.
동맹국들은 오스만 제국이 자신들의 지중해 해상 무역을 심각하게 위협한다고 판단하였다. 다양한 나라들을 대표해 출진한 함대는 베니에르의 휘하에 있는 동맹군 주력 함대인 베네치아 함대와 1571년 7월과 8월 사이에서 시칠리아에 있는 메시나에서 합류했다. 돈 후안 데 아우스트리아는 8월 23일 도착하였다.

### 오스만 투르크
오스만 갤리선은 13,000명의 선원이 승선하고 있었고, 34,000명의 전투원이 탑승하고 있었다. 알렉산드리아의 해적 쿨룩 베이와 우르지 알리의 보조를 받는 오스만 해군의 사령관 알리 파샤는 222척의 전투용 갤리선과 56척의 소형 갤리선, 그리고 좀 더 소형의 함선들을 통솔하고 있었다. 오스만군은 실력이 좋고 숙련된 선원들이었으나, 정예 군단인 예니체리의 전투력은 예전만 못했다.

### 화력
무엇보다 중요하며 결정적인 기독교 연합 군대의 우세는 그들의 함선에 실린 총포가 적들보다 확실히 많다는 점에서 기인하였다. 기독교 군대의 함선에는 1,815문의 총포가 있었음에 반해 오스만 투르크 군에는 750문이 있었고 그나마도 탄약이 불충분한 상태였다. 기독교도들은 훨씬 진보된 화승총병과 머스킷 총병들을 승선시킨 데 반해서, 오스만군은 그들의 잘 훈련되긴 했지만, 이미 끝물이었던 자신들의 복합궁 병사들을 믿고 있었다.

## 전함 배치

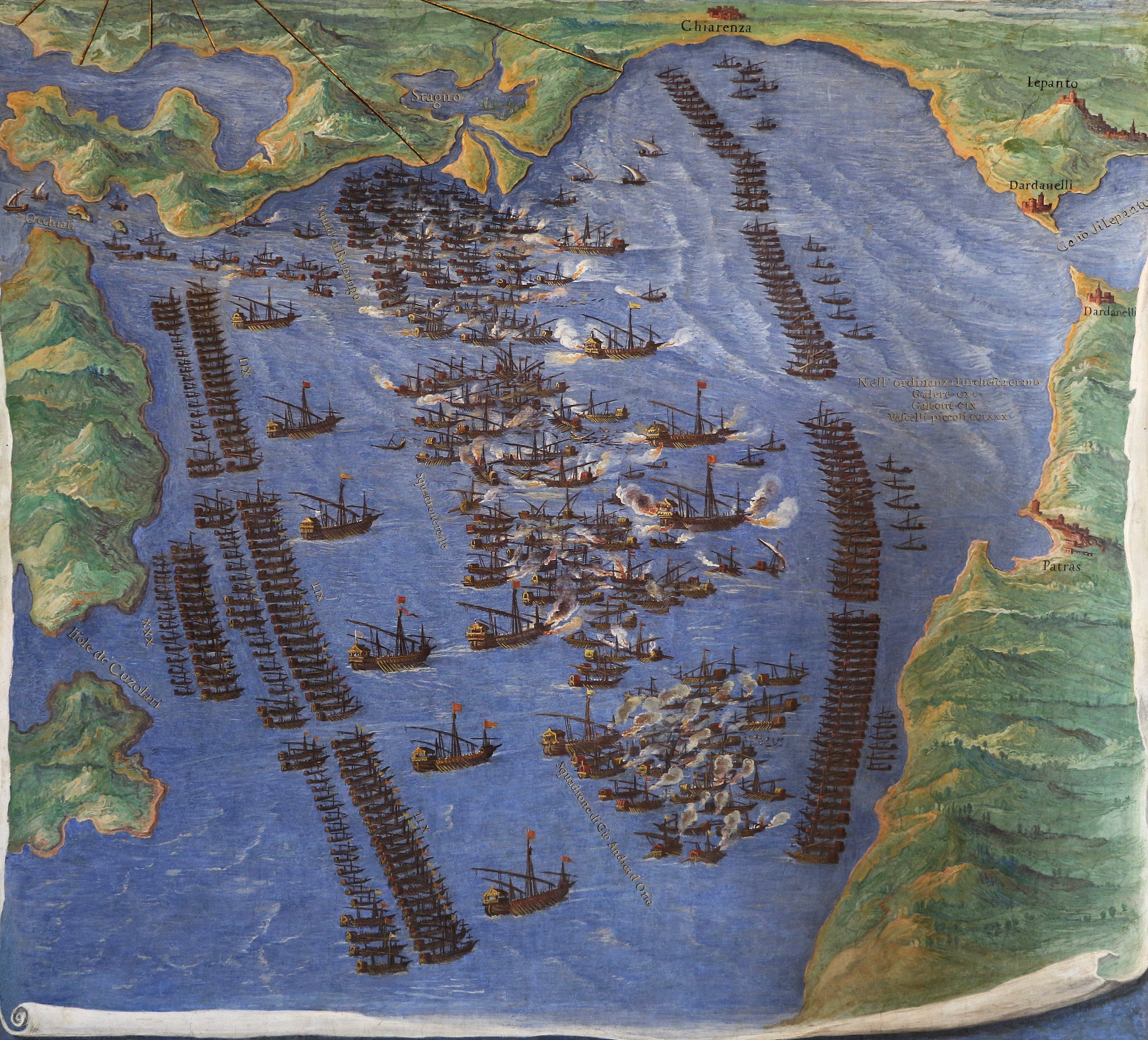
바티칸에 있는 전투에 관련된 프레스코화

### 신성 동맹
기독교 연합 함대는 북쪽에서 남쪽까지 4개의 분대로 나뉘었다. 해안과 근접한 북쪽의 끄트머리는 53척의 갤리선이 좌익을 구성하였다. 베네치아의 아고스티노 바르바리고과 마르코 퀴리니가 안토니오 다 카날레의 지원을 받으면서 주로 베네치아 함대로 이루어진 좌익을 통솔하였다. 중앙에는 돈 후안 데 아우스트리아가 직접 기함 레알에서 62척의 함대를 통솔했는데, 여기에는 훗날 베네치아 공화국의 도제 목록가 된 세바스티아노 베니에르와 마르칸토니오 콜로나가 그를 보좌했다.
우익에서는 유명한 안드레아 도리아(1466~1560)의 재종손자인 제노바의 잔안드레아 도리아(1539~1606)가 다른 53척의 지휘를 맡았다. 좌익과 중악 우익의 앞부분에는 두 척의 갤리어스가 배치되어 있었는데, 미겔 데 세르반테스에 따르면, 이렇게 배치한 목적은 오스만군의 함선이 작은 배로 기습하여, 기독교 함선에 올라타 공격하는 것을 방어하기 위해서였다. 나머지 한 부대는 중앙부대의 후방에 예비대로써 배치되었는데, 필요한 곳에 언제든지 달려가 지원을 하기 위해서였다.
이 후방 부대는 38척의 갤리선으로 되어 있었는데, 30척은 중앙부분의 후위에 배치되어 알바로 데 바잔이 담당하였고, 4척은 각 날개의 후방에 배치되어 있었다. 정찰부대도 구성되었는데, 우익에서 두 척과 후방부대에서 6척의 갤리선이 차출되었다. 기독교 함대는 느리게 스크로파 지점의 주변을 돌았고, 해안가에서 떨어진 곳에 있던 도리아가 지휘하는 우익은 전투를 시작하는 게 늦어 우익의 갤리어스는 자리를 잡지 못했다.

### 오스만 투르크
투르크 함대는 쿨룩 베이 휘하의 우익이 54척의 갤리선과 2척의 소형 갤리선으로 구성되어 있었고, 중앙은 알리 파샤가 61척의 갤리선과 32척의 소형 갤리선을 통솔하였다. 그리고 남쪽의 해안에서 멀리 떨어진 곳에서는 우르지 알리가 63척의 갤리선과 30척의 소형 갤리선의 지휘를 맡았다. 소규모 잔여부대는 8척의 갤리선과 22척의 소형 갤리선 64척의 푸스타스로 이루어져 있었는데 중앙의 후방에 위치했다. 알리 파샤는 기독교 노잡이 노예들의 도움을 받기 위해 다음과 같이 말하였다.
| “ | 만약 내가 전투에서 이긴다면, 나는 너희들에게 자유를 주겠다고 약속하마. 만약 오늘 운수가 좋다면, 신께서는 너희에게 자유를 주실 것이다. | ” |

## 전투

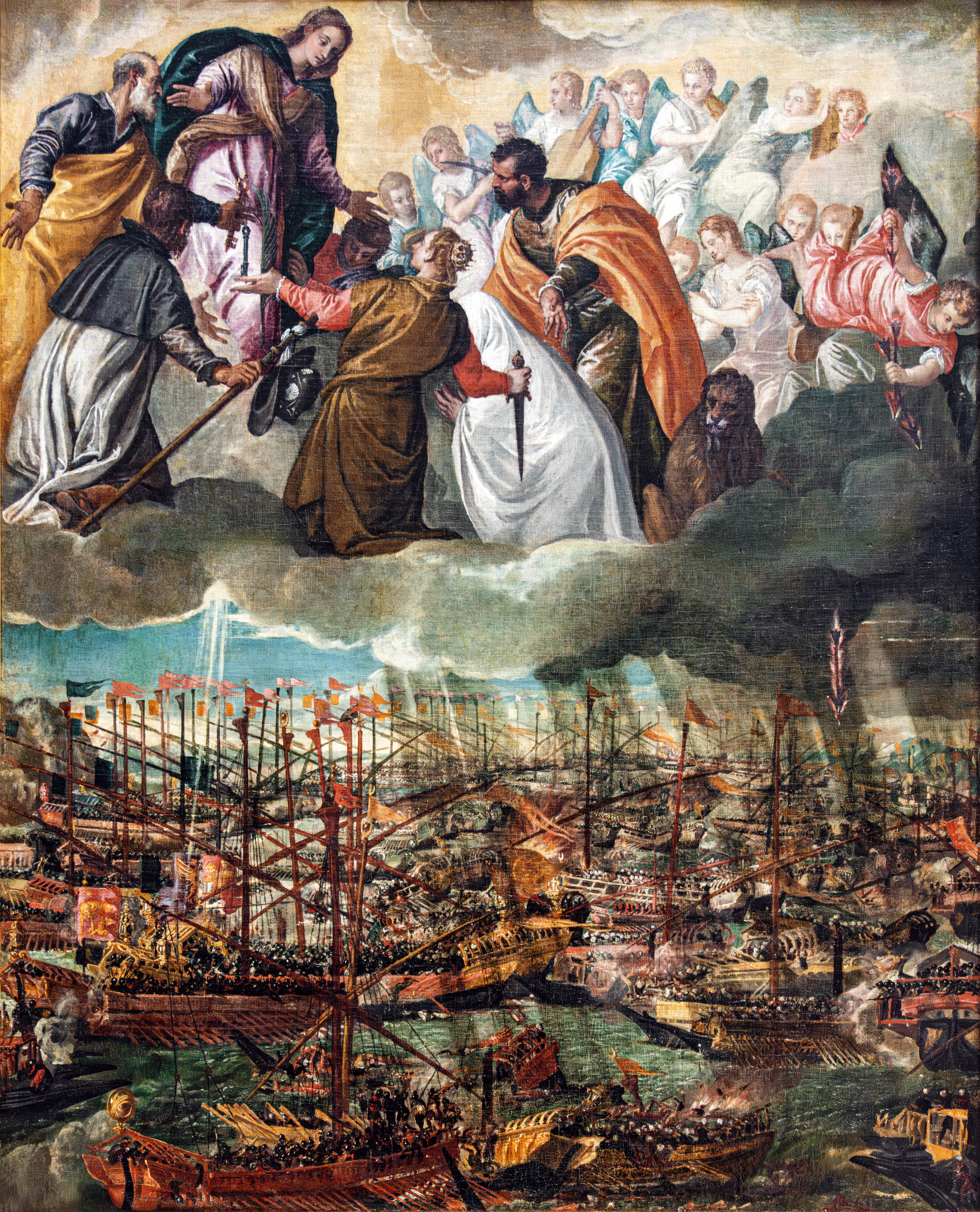
'레판토 해전': 파올로 베로네스, 캔버스에 유화.

### 초반
기독교 함대의 전열로부터 반마일 정도 앞에 배치된 좌익과 중앙의 갤리어스는 오스만 군이 그들의 후방에 있는 기독교 함대에게 도달하기 전에 두 척의 오스만 갤리선을 격침시키고 다른 많은 함선들에 타격을 줄 수 있었다. 그들의 공격은 또 오스만군의 전열을 흩뜨려 놓았다. 전투가 시작할 때, 도리아는 우르지 알리의 갤리선이 그의 위치보다 더 남쪽에 멀리 늘어져 있는 것을 발견하고, 측면을 공격당하는 것을 피하기 위해 남쪽으로 향했다.
이는 그가 우르지 알리보다 더 늦게 움직였다는 것을 뜻했다. 그는 결국 되돌아서 기독교군 중앙의 남쪽 끄트머리를 공격한 우르지 알리에게 속은 것이었는데, 우르지 알리는 도리아가 떠난 공간을 최대한 이용했기 때문이다. 전투가 시작했을 때 오스만 군은 갤리어스가 수송용 상선이라고 잘못 판단했고, 갤리아스에 대한 공격을 개시했다. 이는 끔찍한 결과로 나타났으며, 갤리어스는 함선의 많은 포들을 이용해 70척이 오스만 갤리선을 침몰시켰다고 한다.
북쪽에 쿨룩 베이는 기독교 함대 좌익을 해안가로 몰아가려고 여섯 척의 갤리선을 이용해 옆구리를 공격하였다. 처음에 기독교 함대는 이 공격에 피해를 받았다. 바르바리고는 활에 맞아 전사했다. 그러나 베네치아 인들은 이러한 공격에 직면하여 그들의 전열을 지켜냈다. 갤리아스가 되돌아와 기독교 함대의 좌익을 구해냈다. 기독교 함대의 중앙은 많은 피해를 입은 후에 후방 부대의 도움으로 전열을 유지하여 오스만 군의 중앙에 큰 타격을 줄 수 있었다.

### 중반
남쪽의 해안가에서 멀리 떨어진 곳에서 도리아는 우르지 알리의 함선과 혼전을 벌였고 기독교 측에게는 가장 안 좋게 돌아가고 있었다. 그러는 동안 우르지 알리는 스스로 16척의 갤리선을 이끌고 기독교 함대 중앙에 첫 공격을 감행하여, 6척의 갤리선을 탈취하고 올라타 세 척의 갤리선에 있는 적군을 몰살했다. 이 배들의 사령관이자 성 요한 기사단의 부기사단장 피에트로 귀스치니아니는 다섯 발의 활에 무수한 상처를 받았으나, 선실에서 살아남은 상태로 발견되었다. 스페인의 알바로 데 바잔과 후안 데 카르도나가 지휘하는 후방부대는 중앙과 도리아의 우익으로 나뉘어 전투에 참여했다.
우르지 알리는 그가 탈취한 배중 단 한척을 제외하고는 전부 내버려 둔 채로 16척의 갤리선과 24척의 소형 갤리선을 이끌고 패주하였다. 전투의 과정에서 오스만의 기함에 기독교 함대의 겔리선 3척에서 스페인 테르시오 방진부대가 올라탔다. 7척의 갤리선으로부터 올라탄 오스만 예니체리는 이들과 오스만의 기함 술타나의 갑판에서 전투를 벌였다. 스페인 군은 많은 피해를 입고 두 번이나 패퇴되었으나, 세 번째 시도에서 알바로 데 바잔의 갤리선으로부터 지원을 받아 끝내 오만 군의 저항을 제압할 수 있었다.
오스만의 총사령관 알리 파샤가 붙잡혔고 돈 후안의 반대에도 불구하고 참수당했다. 참수된 알리 파샤의 머리가 창끝에 메달리자 오스만 군의 사기는 크게 저하되었다. 승리의 여신이 완전히 오스만 군에게서 돌아섰음에도 불구하고, 일부 예니체리 부대는 여전히 싸움을 계속하고 있었다. 어느 순간 예니체리는 무기가 떨어지자 그들의 기독교인 적군들에게 오렌지와 레몬을 던지기 시작했고, 이는 일반적으로 전쟁의 비참함에 대한 쓴웃음을 불러일으킨다.

### 종결
전투는 오후 4시 쯤에 결판이 났다. 오스만 함대는 약 210척의 함선을 잃었는데, 이중에서 117척의 갤리선과 10척의 소형 갤리선, 그리고 세척의 푸스타스는 별로 부서지지 않은 상태로 나포되어 기독교 함대는 이를 자신들의 함대에 편입시켰다. 기독교측은 20척의 갤리선이 파괴되고 30척이 심각하게 피해를 입어 분산되었다. 나포된 갤리선 중 오직 한척만이 오스만 군에 편입되었고, 나머지 함선들은 버려지거나 기독교군이 재탈환하였다.
몰타 기사단의 기함을 나포한 우르지 알리는 전투의 승패가 확실해 졌을 때 그의 함선의 대부분을 보존할 수 있었다. 비록 그는 도망치기 위해 몰타 기사단 기함의 밧줄을 끊기는 했으나, 그는 콘스탄티노플로 항해하여 도중에 다른 오스만 함선들을 모집하여, 최종적으로 87척의 함선을 이끌고 콘스탄티노플에 도착하였다. 그는 술탄 셀림 2세에게 거대한 몰타 기사단 기를 헌상하였고, 술탄은 이로 인해 우르지 알리에게 검을 뜻하는 카르라는 칭호를 수여하였다. 우르지 알리는 이로 인해 카르 잘리 파샤로 알려지게 되었다.
신성 동맹은 약 7,500명에 달하는 병사와 선원, 노잡이가 전사하는 피해를 입었으나 많은 기독교 노예들을 해방시킬 수 있었다. 오스만군의 사상자는 약 25,000명에 달하고, 적어도 3,500명이 사로잡혔다.

## 전후 흐름과 영향

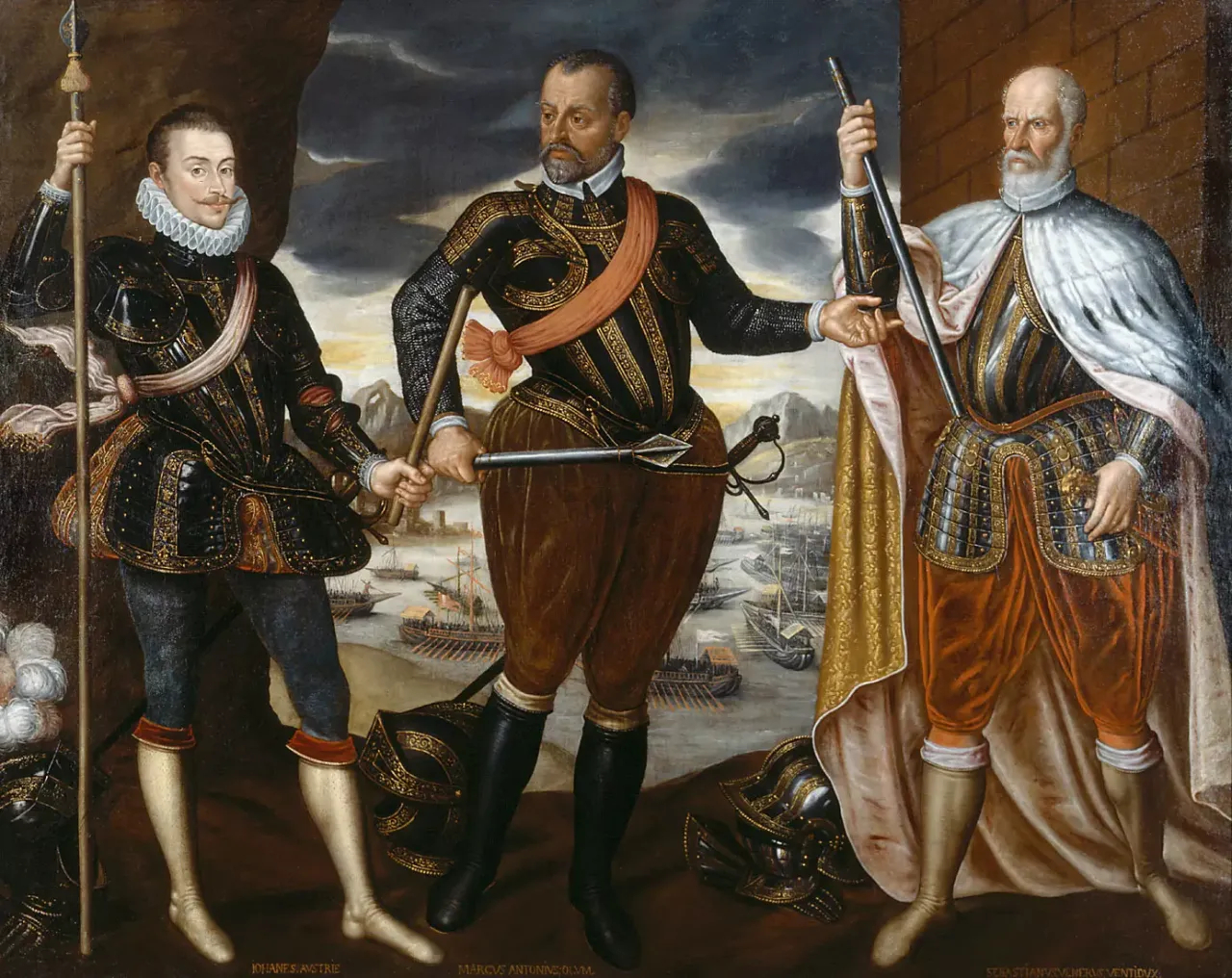
레판토 해전을 승리로 이끈 3인.(왼쪽부터:돈 후안 데 아우스트리아, 마르칸토니오 콜로나, 세바스티아노 베니에르)

### 신성동맹
이 전투는 15세기부터 결정적인 패배를 당하지 않았던 오스만 군에게 궤멸적인 피해를 입혔다. 또한 기독교 세계의 절반에게 레판토 해전은 "기독교의 영원한 적"으로 여겨진 투르크 족의 몰락이라는 염원을 고취시켰다. 실제로 오스만 제국은 그 함선의 거의 대부분과 30,000명의 병사 거의 대부분을 잃었고, 서구 역사가들은 이를 기원전 31년의 악티움 해전이래로 가장 결정적인 해전으로 여기고 있다.
그러나 중요한 승리에도 불구하고 신성 동맹의 불협화음은 이 승리로부터 얻은 이익을 극대화하는 데 실패했다. 기독교 세계를 위해 콘스탄티노폴리스를 회복하기 위한 방안으로 다르다넬스 해협을 공격하는 계획은 동맹군들끼리의 언쟁으로 없었던 것이 되고 말았다. 1573년 5월 7일 베네치아군은 레판토 해전에서 겨우 두 달 전인 1571년 8월 3일 피얄레 파샤 휘하의 오스만 투르크 군에 함락된 키프로스에 대한 오스만의 점유를 인정하는 조약을 맺었고, 이 섬은 다음 3세기 동안 오스만의 영토로 남게 되었다.

### 오스만 투르크
오스만은 단기간내에 그들의 해군을 재건하였다. 베네치아의 갤리어스를 복제하기도 했다. 1572년 지중해에서 이제까지 나타난 함선 중 가장 큰 최고 성능의 함선들을 더하여 150척의 갤리선과 8척의 갤리어스가 만들어졌다. 6달 동안 250척(8척의 갤리어스를 포함한)의 새로운 함대가 동지중해에서 오스만 해군이 우위를 주장하는 것을 가능케 하였다.
그러나 그들의 주장에도 불구하고 오스만은 전략상으로 중대한 손실을 입었다. 함선들은 상대적으로 쉽게 복구되었으나, 숙련된 선원과 노잡이, 군인들의 손실은 더욱 대체하기 힘들었다. 특히 중요한 것은 배의 충각이나 초기의 화기보다 뛰어났던 오스만 함대의 주요 적재무기인 복합궁을 사용하는 궁수들의 대부분을 잃었다는 것이다. 역사가 존 키건(John Keegan)에 따르면, 고도로 숙련된 전사들의 손실은 쉽게 대체될 수 없으며, 사실상 오스만 군의 "살아있는 전통들이 죽었다는 것"을 상징한다. 종국에는 많은 수의 범죄자들이 도망친 기독교 노예들을 대체하기 위해 사용되었다.
1573년 여름에 오스만 해군은 지질학적으로 취약한 시칠리아의 해안과 이탈리아 남부를 약탈하여 피해를 입혔다. 1574년 오스만 군은 스페인이 지원하는 하프시드 왕조로부터 돈 후안의 군세가 1년 전에 점령한 전략적인 도시인 튀니스를 탈환하였다. 오스만은 오랜 동맹인 프랑스의 도움으로 서부 지중해를 다시 능동적으로 점유하게 되었다. 1579년 페즈 함락은 쉴레이만 대제 때부터 시작된 오스만의 모로코 점령을 완결시켰다. 지브롤터에서 그리스에 이르는(스페인이 지배하는 무역 도시 오랑과 전략적 거점인 멜리아와 세우타를 제외하고) 전 지중해 해안에 대한 오스만의 힘에 따른 종주권이 완성된 것이다. 그러나 레판토에서 많은 숙련된 선원들을 잃은 것은 오스만 해군의 전투능력을 약화시켰으며, 이는 전투가 벌어진 바로 그 해로부터 오스만 함대가 기독교 함대와의 교전을 최소화했다는 점을 볼 때 확인할 수 있다.
게다가 신성동맹의 승리는 단순히 7,500의 병력과 17척의 갤리선을 잃은 반면에, 동맹군에 의해 투르크의 80척의 배를 침몰시키고, 130척의 함선을 나포하여 30,000명을 전사시킨 것(해방된 12,000명의 기독교 갤리선 노예들은 포함하지 않았다.)뿐만이 아니라 지중해에서 오스만의 우위가 끝났다는것을 만방에 선포했다는 데 역사적 중요성을 지닌다.
| “ | 당신들로부터 키프로스를 탈취한 것은 우리가 당신의 팔을 뽑아 버린 것과 같고 우리 함대가 패한 것은 단지 우리의 수염을 깎은 것이나 다름없소. 팔은 뽑히면 다시는 자라지 않으나, 면도칼에 잘린 수염은 더욱 풍성하게 자라는 법이라오. | ” |
|   | — 오스만의 대재상 |   |

| “ | 이 오스만의 패배는 지중해에서의 오스만의 확장을 저지시켰고, 서부의 주도권을 유지하였으며, 예전에는 저지할 수 없었던 오스만을 격퇴할 수 있다는 서방의 자신감을 신장시켰다. | ” |
|   | — 역사가, 파울 K. 다비스 |   |

## 종교적 중요성
신성 동맹은 로사리오 기도를 통해 성모 마리아의 전구를 청하며 하느님에게 승리를 빌었다. 잔 안드레아 도리아는 그의 선실에 스페인의 펠리페 2세에게 받은 과달루페의 성모화 복제품을 안치하였다. 교황 비오 5세는 해전의 승리를 기념하려고 10월 7일을 오늘날 천주교회에서 묵주 기도의 성모를 칭송하는 ‘묵주 기도의 복되신 동정 마리아 기념일’이라는 축일로 제정하였다.

## 회화의 묘사와 문화

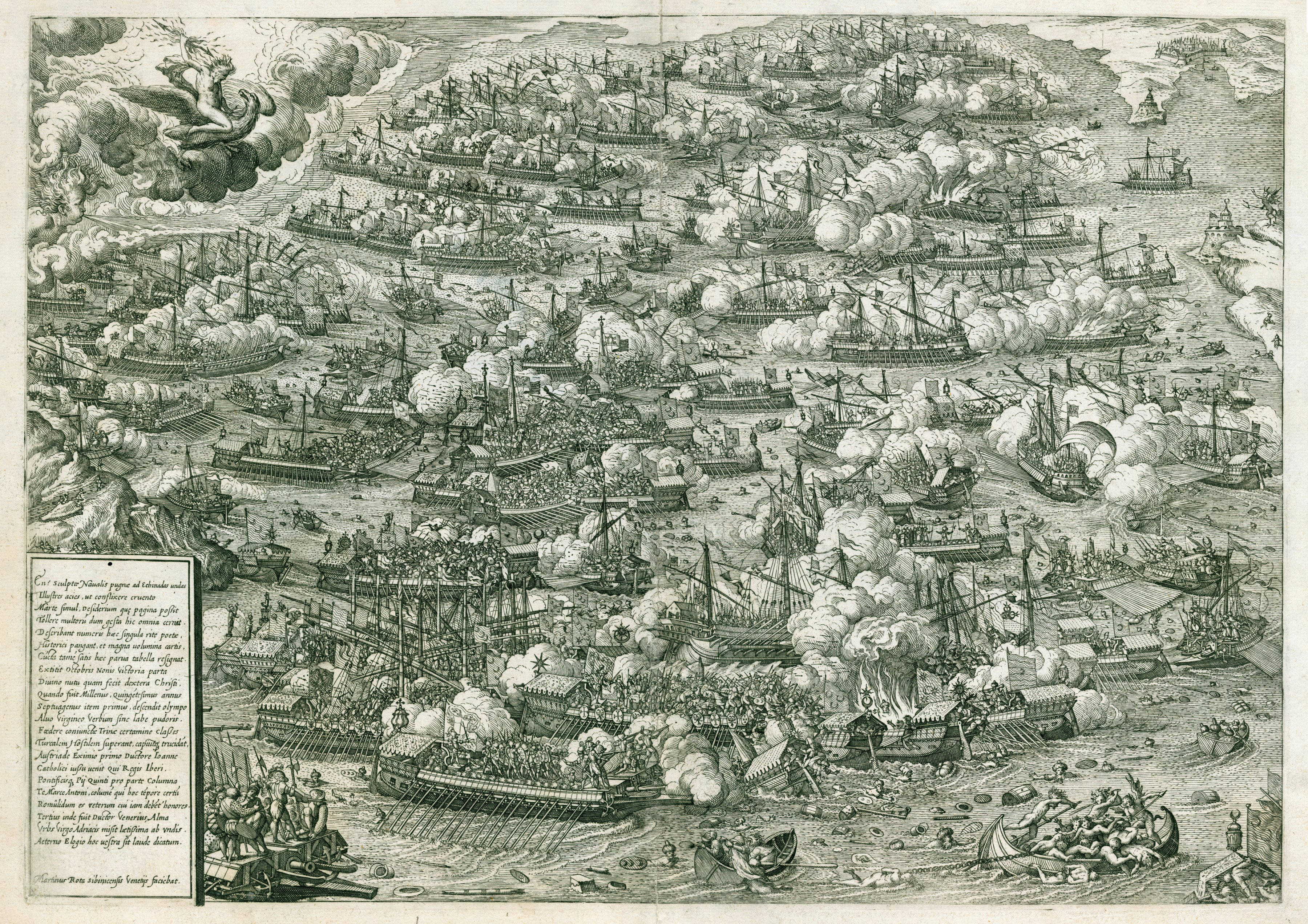
1571년 레판토 해전, 마르틴 로타가 묘사한 작품

레판토의 중요성은 다양한 분야의 예술에도 영감을 끼쳤다. 이 전투를 묘사한 그림은 베네치아의 팔라초 두칼레 디 베네치아에 있는 두개의 대표작, 살라 델 콜레지오(Sala del Collegio)에 있는 파올로 베로네스(Paolo Veronese)의 작품과 1577년 화제로 불에 타 지금은 틴토레토(Tintoretto's)의 레판토의 승리(Victory of Lepanto)로 대체된 살라 델로 스크루티니오(Sala dello Scrutinio)의 벽에 있는 안드레아 비센티노(Andrea Vicentino)에 있는 것을 포함하여 많은 것들이 있다. 마드리드의 프라도박물관 티치아노(Titian's)의 레판토 전투의 우화(Allegory of the Battle of Lepanto)는 전투의 배경으로 많이 쓰인다. 이 기사의 가장 위에 있는 그림은 저자가 알려져있지 않은 작품이다.
미국의 추상화가 키 팀블리는 2001년 그의 주요 작품에서 이 전투에 관한 12개의 거대한 그림들을 참조하였다.
영국의 작가 G. K. 체스터턴은 1911년 처음 출판된 레판토라는 시를 썼고, 이때부터 무수하게 다시 출간되었다. 이는 전투의 다양한 주요 인물들에 대한, 특히 기독교도의 지도자 돈 후안에 대한 시적인 시각을 보여주었다. 이탈리아 작가 에밀리오 살가리는 1910년에 출간된 그의 소설 일 레온 디 다마스코에서 레판토 해전을 언급하였다. 또한 이 해전에 참여한 바 있는 스페인의 미겔 데 세르반테스도 돈 키호테에서 가까스로 탈출한 동맹군 소속의 군인 포로 사나이를 통해 레판토 해전을 언급한다.

## 일화
후에 유명한 소설 <돈키호테>를 쓰는 당시 스페인의 보병 연대장 세르반테스는 이 전투에서 싸우던 중 생긴 부상으로 왼쪽 팔에 평생 장애를 가지게 되었다.

## 같이 보기
- 프레베자 해전
- 제르바섬 해전
- 몰타 공방전 (1565년)
- 페르낭 브로델
- 빅터 데이비스 핸슨

## 참고 자료
- Anderson, R. C. Naval Wars in the Levant 1559-1853 (2006), ISBN 1-57898-538-2
- Bicheno, Hugh. Crescent and Cross: The Battle of Lepanto 1571, pbk., Phoenix, London, 2004, ISBN 1-84212-753-5
- Capponi, Niccolò (2006). 《Victory of the West:The Great Christian-Muslim Clash at the Battle of Lepanto》. Da Capo Press. ISBN 0-306-81544-3.
- Chesterton, G. K. Lepanto with Explanatory Notes and Commentary, Dale Ahlquist, ed. (San Francisco: Ignatius Press, 2003). ISBN 1-58617-030-9
- Cook, M.A. (ed.), "A History of the Ottoman Empire to 1730", Cambridge University Press, 1976; ISBN 0-521-20891-2
- Currey, E. Hamilton, "Sea-Wolves of the Mediterranean", John Murrey, 1910
- Hanson, Victor D. Carnage and Culture: Landmark Battles in the Rise of Western Power, Anchor Books, 2001. Published in the UK as Why the West has Won, Faber and Faber, 2001. ISBN 0-571-21640-4. Includes a chapter about the battle of Lepanto
- Hess, Andrew C. "The Battle of Lepanto and Its Place in Mediterranean History", Past and Present, No. 57. (Nov., 1972), pp. 53–73
- Stevens, William Oliver. A History of Sea Power New York: Doubleday, Doran & Co., 1942
- Harbottle's Dictionary of Battles, third revision by George Bruce, 1979
- Warner, Oliver Great Sea Battles (1968) has "Lepanto 1571" as its opening chapter. ISBN 0-89673-100-6
- The New Cambridge Modern History, Volume I - The Renaissance 1493-1520, edited by G. R. Potter, Cambridge University Press 1964